# Tikkurila
Pour les articles homonymes, voir Tikkurila (entreprise).
Tikkurila (Dickursby en suédois) est un quartier de Vantaa, une des principales villes de l'agglomération d'Helsinki en Finlande.

## Description
Tikkurila est connu notamment pour sa gare, la plus importante à Vantaa et son centre scientifique Heureka.
Le quartier est largement résidentiel avec un centre commercial autour de la gare, le tout dans un style moderne.
Les quartiers limitrophes sont Viertola, Hiekkaharju, Jokiniemi, Kuninkaala et Tapulikaupunki.

## Urbanisation

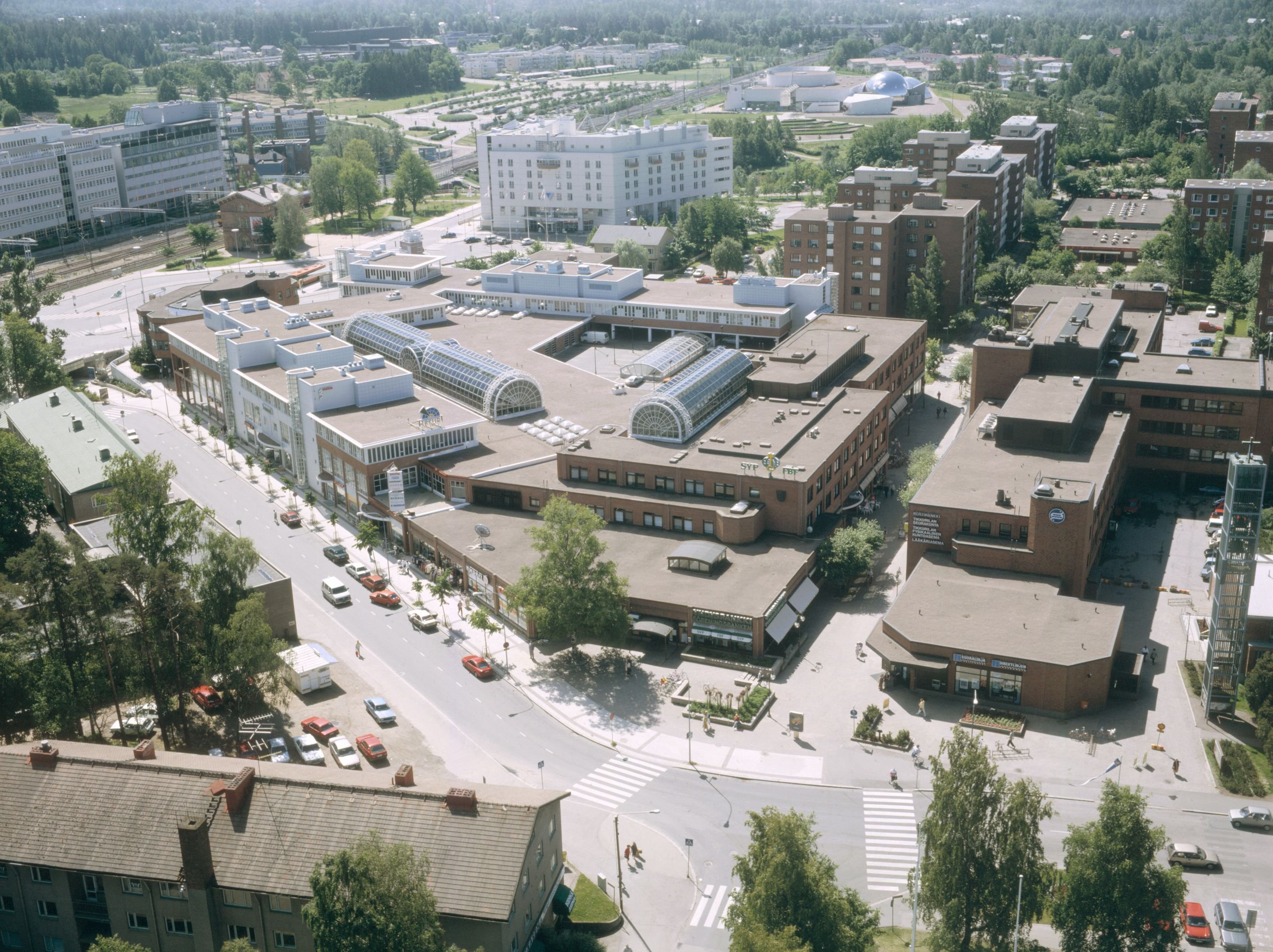
Le centre commercial Tikkuri en 1995.

Tikkurila a été construit à l'origine de manière assez peu dense et la zone est dominée par des autoroutes entourées d'espaces verts, entre lesquelles on a construit des maisons basses de deux à quatre étages.
La zone s'est développée rapidement et de manière non planifiée, passant d'un village de gare rurale au centre administratif et commercial de la quatrième plus grande ville de Finlande, et la plus forte croissance est survenue à un moment où l'acquisition de voitures était à son plus fort.
La plupart du parc immobilier date des années 1970 ou plus tard. L'aspect général est caractérisé par la fragmentation et le parc immobilier varie selon l'âge, les types de construction et les matériaux.
Des efforts ont été faits pour rendre le quartier plus compact et central, par exemple avec de nouveaux bâtiments administratifs et des immeubles de grande hauteur, comme la tour Kielotorni achevée en 2005.
Tikkurila a été zoné en tant que centre-ville avec le projet de bâtir de nouvelles constructions de haut niveau après avoir démoli des anciens bâtiments plus bas.

## Lieux et monuments
- Centre scientifique Heureka
- Musée municipal
- Musée d'Art de Vantaa
- Rue piétonnière Tikkuraitti
- Rapides Tikkurilankoski (fi)
- Mairie de Vantaa
- Sokos Hotel Vantaa (fi)
- Kielotorni
- Gare de Tikkurila
- Asematie
- Centre commercial Dixi
- Centre commercial Tikkuri
- Bibliothèque de Tikkurila

## Transports

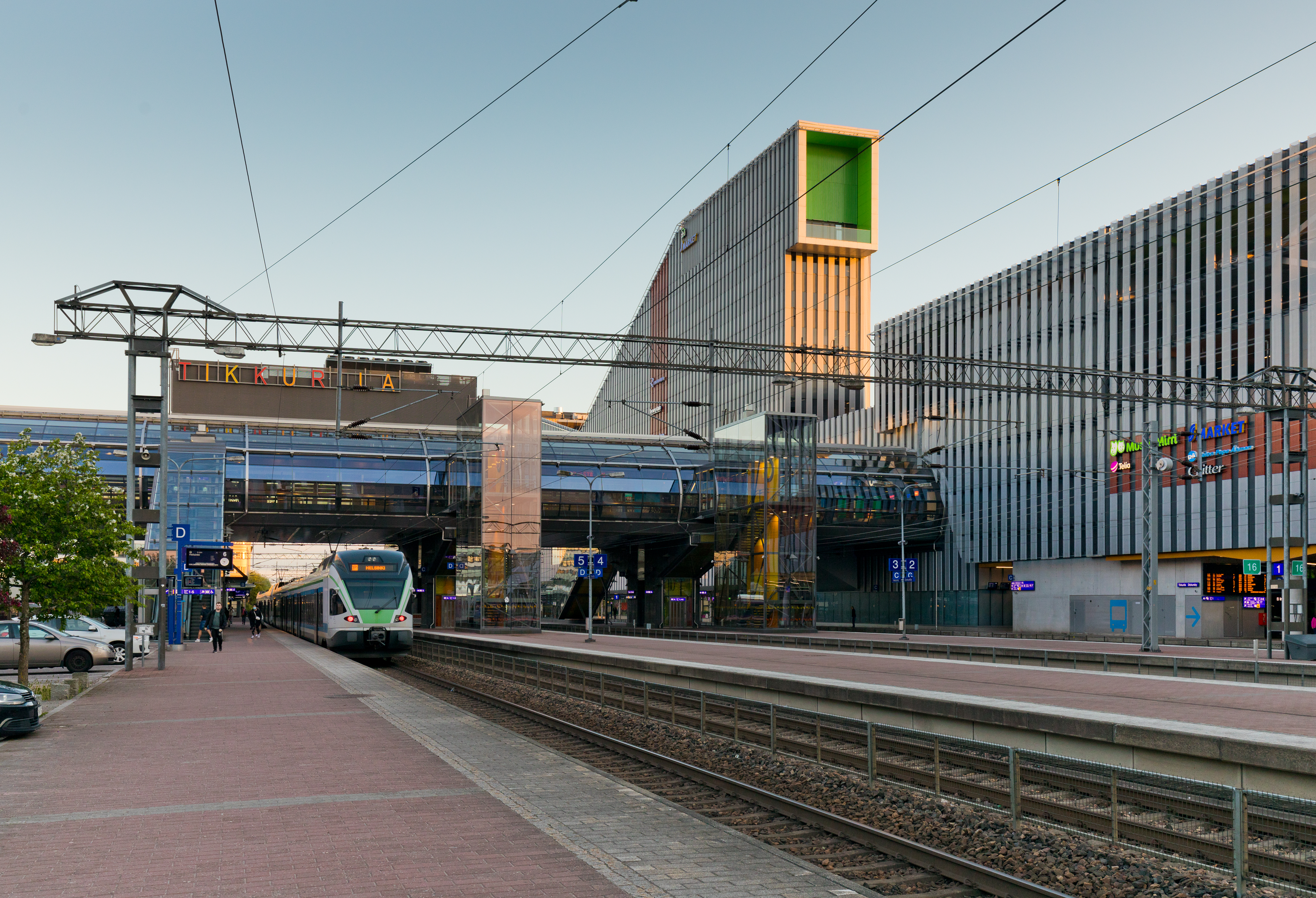
La gare de Tikkurila en 2021.

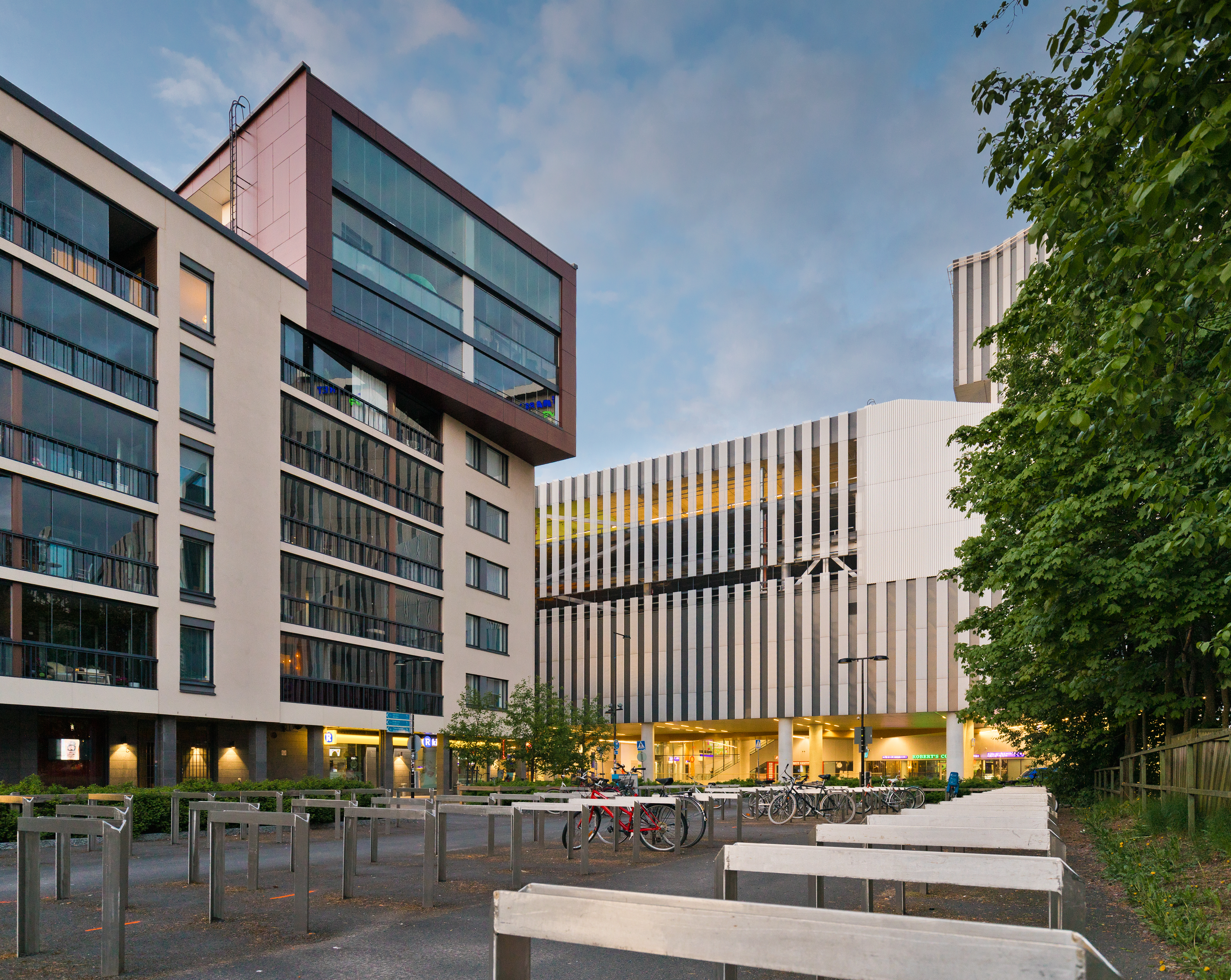
Stationnement de bicyclettes. Au fond se trouve le centre commercial Dixi et la gare de Tikkurila.

La gare de Tikkurila est l'une des gares les plus fréquentées de Finlande. 
Le train mène au centre-ville d'Helsinki en 14 minutes avec une haute fréquence. 
La durée du trajet jusqu'à Lahti est de 32 minutes, jusqu'à Kouvola de 67 minutes, jusqu'à Tampere de 67 minutes et jusqu'à Hämeenlinna de 47 minutes.
Il y a une liaison en train et en bus entre Tikkurila et l'aéroport, qui se trouve à environ cinq kilomètres.
Tikkurila sera sur le trajet de la ligne de tramway 570  qui entrera en service, au plus tôt, en 2028.
Sur la Kehä III, qui passe au sud de Tikkurila, il y a un arrêt rapide au carrefour routier de Tikkurila, où s'arrêtent les services de bus entre l'aéroport, Porvoo et Kotka.